# Понте Сан Николо
По̀нте Сан Николо̀ (на италиански: Ponte San Nicolò) е град и община в Северна Италия, провинция Падуа, регион Венето. Разположен е на 12 m надморска височина. Населението на общината е 13 496 души (към 2014 г.).